# Lu Ning
Lu Ning (chinesisch 魯寧, Pinyin Lǔ Níng; * 1. Januar 1994 in Jilin) ist ein chinesischer Snookerspieler. 2014 wurde er erstmals Profi und verbesserte sich bis 2021 bis auf Platz 28 der Weltrangliste. Seine größten Erfolge waren der Einzug ins Finale der Championship League 2022 sowie die Halbfinalteilnahme bei der UK Championship 2020. 2023 wurde er illegaler Spielabsprachen überführt und für 5 Jahre vom Spielbetrieb ausgeschlossen.

## Karriere
Als 18-Jähriger hatte Lu Ning seinen ersten Einsatz bei einem Profiturnier, als er beim Haikou World Open 2012 eine Wildcard bekam. Mit einem Sieg über Nigel Bond gelang ihm der Einzug in die erste Runde des Hauptturniers. Bei den anschließend ausgetragenen China Open war er nicht nur erneut in der Wildcardrunde erfolgreich, indem er den Waliser Jamie Jones bezwang, mit einem Sieg über den Top-Ten-Spieler Shaun Murphy zog er sogar ins Achtelfinale ein. In der Saison 2012/13 erhielt er gleich fünfmal die Chance über eine Wildcard, aber nur einmal bei der International Championship gelang ihm noch ein Sieg über Barry Pinches. Daneben nahm er noch an der für Amateure offenen Players Tour Championship (PTC) teil und besiegte bei einem der drei chinesischen Turniere mit Matthew Selt einen weiteren Profispieler.
Nachdem Lu beim Wuxi Classic 2013 zum vierten Mal in die Hauptrunde eingezogen war, spielte er im selben Jahr auch bei der IBSF U21-Snookerweltmeisterschaft in Peking. Er erreichte das Finale und holte sich mit einem 9:4-Sieg über seinen Landsmann Zhou Yuelong den Turniersieg. Durch den Titel bekam er auch Startberechtigung auf der Snooker Main Tour als Profi für die folgenden beiden Spielzeiten.
Seinen ersten Profierfolg hatte er bei den Australian Goldfields Open 2014, als er durch zwei Siege bis in die Runde der letzten 64 kam. Ein zweites Mal gelang ihm dies bei den German Masters mit einem Sieg über die Nummer 24 der Weltrangliste Dominic Dale. Abgesehen davon gewann er aber lediglich bei den PTC-Turnieren einige Matches und kam bei zwei Turnieren in Asien in Runde 3. Die Turniere brachten aber nur wenig Preisgeld und hatten damit wenig Einfluss auf seine Ranglistenposition. Über Platz 108 kam er in der Saison nicht hinaus. In der Saison 2015/16 war das Shanghai Masters sein erfolgreichstes Turnier. Mit Siegen über Sanderson Lam und Kurt Maflin erreichte er die dritte Qualifikationsrunde. Darüber hinaus gewann er aber wieder nur bei den Australian Goldfields Open und dem German Masters sein Auftaktmatch, selbst bei den PTC-Turnieren blieb er ohne Sieg. Nachdem er in der bereinigten Rangliste zwischenzeitlich auf Platz 89 gestanden hatte, war er am Saisonende nur noch auf Platz 100 und er verlor seinen Profistatus wieder.
Im Jahr darauf versuchte er über die Q School, die Tourrückkehr zu erreichen. Während er im ersten Qualifikationsturnier gleich zum Auftakt gegen Joe Swail ausschied, schaffte er es im zweiten Turnier bis in die Vorschlussrunde, wo er 3:4 gegen Sanderson Lam verlor. 2018 verpasste er beim ersten Turnier ebenfalls das Entscheidungsspiel durch eine Niederlage gegen seinen Landsmann Hu Hao. Im zweiten Anlauf schaffte er es aber ins Finale seiner Gruppe: Beim zweiten Turnier spielte er gegen Mitchell Mann um die Tourcard und gewann mit 4:2. Dadurch war er ab 2018 wieder für zwei Jahre bei den Profiturnieren startberechtigt.
Im Juni 2023 wurde Lu aufgrund von illegalen Ergebnisabsprachen („match fixing“) aus seinen Anfangsjahren und in jüngerer Zeit sowie Vertuschungsversuchen von der World Professional Billiards & Snooker Association bis zum 6. April 2028 suspendiert. Er hatte sich schuldig bekannt und dadurch eine geringere Strafe erhalten als zunächst vorgesehen.

## Erfolge
Ranglistenturniere:
- Finale: Championship League (2022)
- Halbfinale: UK Championship (2020), Gibraltar Open (2019)
- Viertelfinale: Indian Open (2019), Gibraltar Open (2021), British Open (2021)

Qualifikationsturniere:
- Main-Tour-Qualifikation: Q School (2018 – Turnier 2)
- Halbfinalist: Q School (2017 – Turnier 2, 2018 – Turnier 1)

Amateurturniere:
- Sieger: U21-Weltmeisterschaft (2013)